# Łukasz Hirszowicz
Łukasz Hirszowicz (Gidon Hirszowicz)  (ur. w 1920 w Grodnie, zm. 21 września 1993 w Londynie) – polski historyk, docent Instytutu Historii PAN, znawca Bliskiego Wschodu oraz problematyki żydowskiej w Europie Środkowo-Wschodniej.

## Życiorys
Był synem zamożnego kupca w Grodnie. 
W latach 1939–1947 studiował historię i fizykę na Uniwersytecie Hebrajskim w Jerozolimie. Był członkiem Komunistycznej Partii Palestyny. W 1948 wyjechał w do Pragi. Tam pracował w Muzeum Żydowskim. Następnie powrócił do Polski, gdzie podjął pracę w Polskim Instytucie Spraw Międzynarodowych. W latach 1950–1954 wykładał w Szkole Głównej Służby Zagranicznej. Od 1954 pracował w Instytucie Historii PAN. Doktorat (1955) i habilitacja (1962) tamże. W okresie 1964–1968 wykładał na Uniwersytecie Warszawskim.
Jego żoną była socjolożka Maria Hirszowicz z domu Bielińska (1925–2007). W wyniku kampanii marcowej w 1968 został zwolniony z pracy. W 1969 wyjechał razem z żoną do Wielkiej Brytanii. Pracował początkowo w St Antony’s College w Oksfordzie. W latach 1971–1973 wykładowca w London School of Economics. Od 1972 pracownik Institute of Jewish Affairs (redagował „Soviet Jewish Affairs”).

## Wybrane publikacje
- Iran 1951–1953: nafta, imperializm, nacjonalizm, Warszawa: Książka i Wiedza 1958.
- III Rzesza i arabski Wschód, Warszawa: Książka i Wiedza 1963 (przekład angielski: The Third Reich and the Arab East, London: Routledge and Kegan Paul – Toronto: University of Toronto Press 1966).
- Problematyka współczesnego Egiptu: stenogram wykładu wygłoszonego w Stołecznym Ośrodku Propagandy Partyjnej, Warszawa: Wydział Propagandy i Agitacji KW PZPR 1963.
- Kořeny antisemitismu a politika : případ Polska : polská židovská komunita po druhé světové válce [w:] Antisemitismus v posttotalitní Evropě: sborník z Mezinárodního semináře o antisemitismu v posttotalitní Evropě, který uspořádala Společnost Franze Kafky 22.–24. května 1992 v Praze pod záštitou Václava Havla, odp. red. Hana Bílková a Jan Hančil, Praha: Nakl. Centrum Franze Kafky Praha 1993.